# Vendresse
Vendresse és un municipi francès situat al departament de les Ardenes i a la regió del Gran Est. L'any 2007 tenia 474 habitants.

## Demografia

### Població
El 2007 la població de fet de Vendresse era de 474 persones. Hi havia 184 famílies de les quals 54 eren unipersonals (27 homes vivint sols i 27 dones vivint soles), 39 parelles sense fills, 75 parelles amb fills i 16 famílies monoparentals amb fills.
La població ha evolucionat segons el següent gràfic:
Habitants censats

### Habitatges
El 2007 hi havia 244 habitatges, 193 eren l'habitatge principal de la família, 15 eren segones residències i 36 estaven desocupats. 232 eren cases i 10 eren apartaments. Dels 193 habitatges principals, 153 estaven ocupats pels seus propietaris, 36 estaven llogats i ocupats pels llogaters i 4 estaven cedits a títol gratuït; 3 tenien una cambra, 9 en tenien dues, 16 en tenien tres, 57 en tenien quatre i 109 en tenien cinc o més. 133 habitatges disposaven pel capbaix d'una plaça de pàrquing. A 82 habitatges hi havia un automòbil i a 94 n'hi havia dos o més.

### Piràmide de població
La piràmide de població per edats i sexe el 2009 era:
| Homes | Edats   | Dones |
| ----- | ------- | ----- |
| 0     | 95 o +  | 0     |
| 0     | 90 a 94 | 4     |
| 4     | 85 a 89 | 12    |
| 0     | 80 a 84 | 0     |
| 4     | 75 a 79 | 16    |
| 8     | 70 a 74 | 4     |
| 16    | 65 a 69 | 12    |
| 4     | 60 a 64 | 12    |
| 8     | 55 a 59 | 12    |
| 4     | 50 a 54 | 12    |
| 24    | 45 a 49 | 0     |
| 4     | 40 a 44 | 32    |
| 12    | 35 a 39 | 4     |
| 20    | 30 a 34 | 12    |
| 16    | 25 a 29 | 0     |
| 16    | 20 a 24 | 12    |
| 8     | 15 a 19 | 12    |
| 24    | 10 a 14 | 4     |
| 8     | 5 a 9   | 0     |
| 12    | 0 a 4   | 4     |

## Economia
El 2007 la població en edat de treballar era de 300 persones, 229 eren actives i 71 eren inactives. De les 229 persones actives 210 estaven ocupades (126 homes i 84 dones) i 20 estaven aturades (7 homes i 13 dones). De les 71 persones inactives 21 estaven jubilades, 19 estaven estudiant i 31 estaven classificades com a «altres inactius».

### Ingressos
El 2009 a Vendresse hi havia 197 unitats fiscals que integraven 489 persones, la mediana anual d'ingressos fiscals per persona era de 15.905 €.

### Activitats econòmiques
Dels 17 establiments que hi havia el 2007, 1 era d'una empresa alimentària, 1 d'una empresa de fabricació d'altres productes industrials, 5 d'empreses de construcció, 4 d'empreses de comerç i reparació d'automòbils, 1 d'una empresa de transport, 1 d'una empresa d'hostatgeria i restauració, 1 d'una empresa financera i 3 d'empreses classificades com a «altres activitats de serveis».
Dels 5 establiments de servei als particulars que hi havia el 2009, 2 eren paletes, 1 fusteria, 1 perruqueria i 1 restaurant.
Dels 2 establiments comercials que hi havia el 2009, 1 era una botiga de més de 120 m² i 1 una botiga de menys de 120 m².
L'any 2000 a Vendresse hi havia 15 explotacions agrícoles.

## Equipaments sanitaris i escolars
El 2009 hi havia una escola elemental.

## Poblacions més properes
El següent diagrama mostra les poblacions més properes.